# はこね・おだわら昆虫館
はこね・おだわら昆虫館（はこねおだわらこんちゅうかん）とは神奈川県小田原市南町にある昆虫博物館である。

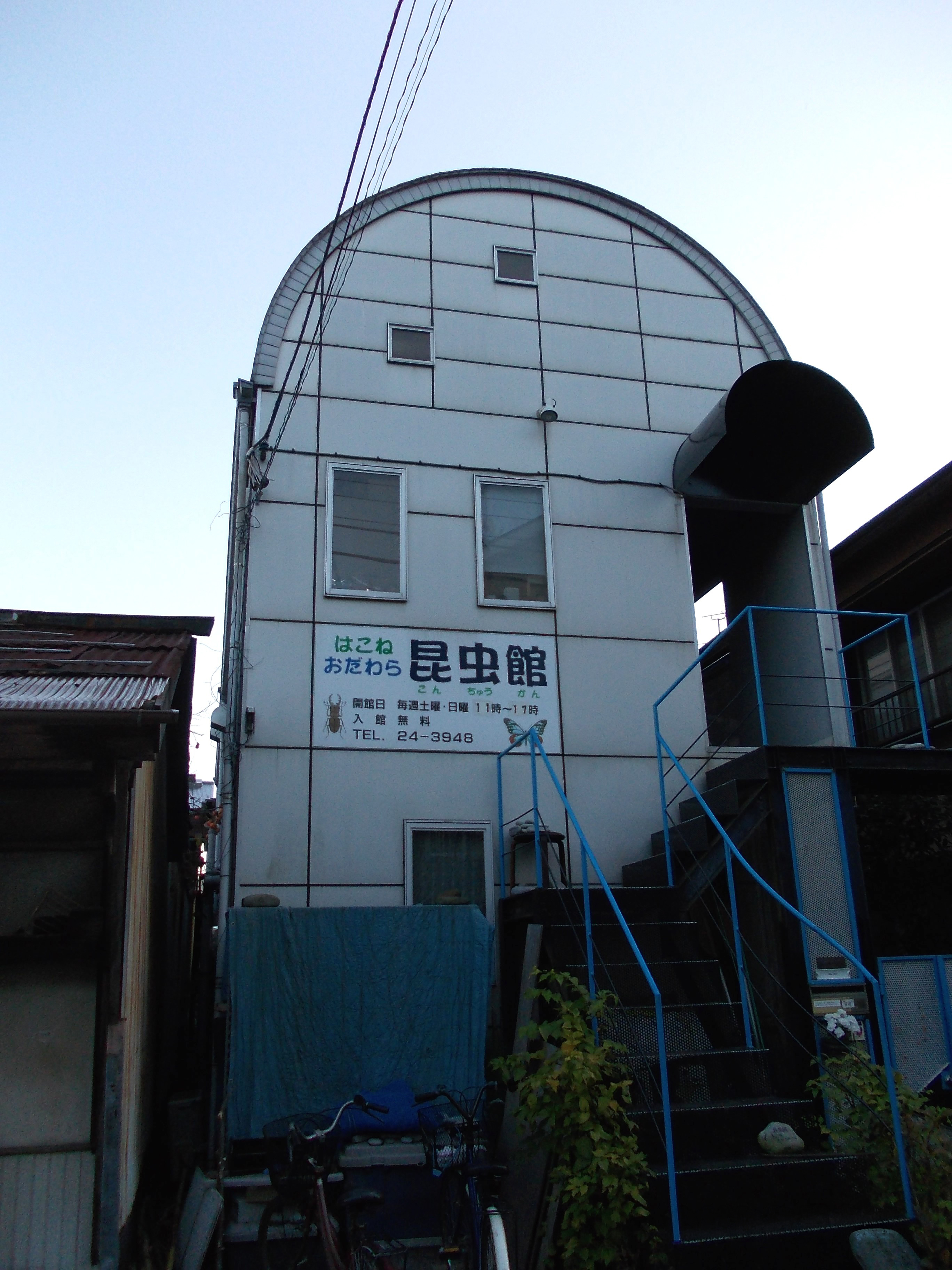
はこね・おだわら昆虫館

2007年、館長の佐藤勝信氏（神奈川県立小田原高等学校生物部OB）の私蔵の2万点に及ぶ昆虫標本を、館長の自宅の一部を博物館として市民に対し無料公開したものである。
館内ではケース展示と共に壁に展示されている標本は、子どもたちが実際に触って昆虫を感じることが出来るように工夫展示されている。
標本の中には国内に数例しかないといわれる珍種も含まれていたが、2013年7月に一時閉館となった。
その後貴重な標本の散逸を防ぐために小田原市に寄贈されることになり、小田原市郷土文化館での展示が検討されていたが、標本は戻され再開された。現在は、土、日のみ開館されている。

## 註
1. ↑  「はこね・おだわら昆虫館　ご案内」『しろだも』 神奈川県立小田原高校 生物部OB会2012.6.17
2. ↑  「手作り昆虫館」閉館　小田原で自宅開放して７年」『神奈川新聞』2013.07.19